# Augusto Pacheco Fraga
Augusto Pacheco Fraga, mais conhecido como Guto (Criciúma, 4 de maio de 1988), é um futebolista cino-brasileiro que atua como atacante. Atualmente, está sem clube.

## Carreira

### Início
O jogador é alto, tem presença de área e um histórico de gols de cabeça nas categorias de base. Guto foi revelado pelo Internacional de Porto Alegre, onde começou a jogar desde a juventude, sendo campeão de diversos campeonatos de base pela equipe colorada.

### Internacional
Ganhou chances no grupo principal em 2008, com Abel Braga e Tite, mas não aproveitou as chances.

### Sport
Em 2009, Guto foi emprestado ao Sport Recife. Usando a camisa 9 no clube, disputou o Campeonato Pernambucano (onde foi campeão) e a Libertadores (onde foi eliminado pelo Palmeiras nas oitavas de final). No Brasileirão que o atacante foi mais aproveitado, tendo feito gols, mas não evitou o rebaixamento do time da Ilha do Retiro para a segunda divisão.

### Oeste
No ano seguinte, Guto é emprestado ao Oeste para a disputa do Paulistão. No time de Itápolis, marcou apenas um gol, mas chegou até as semifinais do Campeão do Interior.

### Retorno ao Internacional
Guto voltou ao Inter, sendo aproveitado no time B, onde foi artilheiro na Copa FGF e na Copa Sub23, com chances de ser aproveitado novamente no grupo principal colorado. O mesmo Inter B jogou as primeiras rodadas do Gauchão 2011. Em uma delas, Guto marcou um golaço de cabeça em um clássico Grenal.

### Goiás
Com a eliminação do Inter B nas quartas-de-final do primeiro turno, Guto foi emprestado ao Goiás até o final do ano. No fim de novembro, foi dispensado pela diretoria Esmaraldinha.

### Chongqing Lifan
Em 2012, acertou com o Chongqing Lifan, da China.

### Wuhan Zall
Em 2016, Guto acertou com o Wuhan Zall.

## Títulos
Internacional
- Campeonato Gaúcho: 2008
- Copa Sub-23: 2010

Sport
- Campeonato Pernambucano: 2009

Chongqing Lifan
- China League One1: 2014

### Artilharias
Internacional
- Copa Sub-23 de Futebol: 2010 (7 gols)